# Yudai Tobita
Yudai Tobita (飛田 裕大 Tobita Yūdai?, nacido el 15 de agosto de 1996 en Kanagawa) es un futbolista japonés que juega como centrocampista.
En 2019, Tobita se unió al YSCC Yokohama de la J3 League.

## Trayectoria

### Clubes
| Club          | País  | Año    |
| ------------- | ----- | ------ |
| YSCC Yokohama | Japón | 2019 - |

## Estadística de carrera

### J. League
| Club          | Año   | J. League | J. League | Copa J. League | Copa J. League | Total | Total |
| Club          | Año   | Part.     | Goles     | Part.          | Goles          | Part. | Goles |
| ------------- | ----- | --------- | --------- | -------------- | -------------- | ----- | ----- |
| YSCC Yokohama | 2019  | 2         | 1         | -              | -              | 2     | 1     |
| Total         | Total | 2         | 1         | 0              | 0              | 2     | 1     |